# Scarus fuscopurpureus
Scarus fuscopurpureus es una especie de peces de la familia Scaridae en el orden de los Perciformes.

## Morfología
Los machos pueden llegar alcanzar los 38 cm de longitud total.

## Distribución geográfica
Se encuentra en el mar Rojo y Somalia.